# Catocala rama
Catocala rama là một loài bướm đêm thuộc họ Erebidae. Nó được tìm thấy ở Sumatra và Flores.
Sải cánh dài khoảng 66 mm.